# Megachile azarica
Megachile azarica är en biart som beskrevs av Cockerell 1945. Megachile azarica ingår i släktet tapetserarbin, och familjen buksamlarbin. Inga underarter finns listade i Catalogue of Life.